# Кобб, Джефф
Джеффри Кобб (англ. Jeffrey Cobb, род. 11 июля 1982, Гонолулу) — американский рестлер и бывший борец, в настоящее время выступающий в WWE на бреде SmackDown под именем Джей Си Матео (англ. JC Mateo).
До прихода в NJPW Кобб выступал в Lucha Underground (как рестлер в маске Матанза Куэто), Ring of Honor (ROH) и Pro Wrestling Guerrilla (PWG). Он бывший чемпион мира PWG, а также победитель турнира Battle of Los Angeles (2018) и бывший командный чемпион мира PWF c Мэттью Риддлом. Он также бывший чемпион NEVER в открытом весе в NJPW и бывший телевизионный чемпион мира ROH.
Будучи борцом, Кобб представлял Гуам на летних Олимпийских играх 2004 года, где он стал знаменосцем на церемонии открытия и выступал в категории мужской вольной борьбы в полутяжелом весе. Он перешел в рестлинг в 2009 году.

## Карьера в борьбе
Во время своей борцовской карьеры Кобб тренировался в Федерации любительской борьбы Гуама под руководством личного тренера Нила Кранца. Кобб вошел в состав сборной Гуама в категории до 84 кг на летние Олимпийских играх 2004 года в Афинах. На Олимпиаде он занял 21-е место из 22.

## Карьера в рестлинге

### Ранняя карьера (2009—2014)
Кобб начал заниматься рестлингом в 2009 году, работая в Action Zone Wrestling на Гавайях. Он выиграл титул чемпиона AZW в тяжелом весе рекордные три раза. Он выступал во многих независимых промоушенах Северной Калифорнии, таких как All Pro Wrestling, Supreme Pro Wrestling, Pro Wrestling Bushido, Fighting Spirit Pro, Phoenix Pro Wrestling и PREMIER Wrestling, где он владел титулом чемпиона в тяжелом весе 427 дней. В сентябре 2014 года он прошел пробы в WWE Performance Center.

### Lucha Underground (2015—2019)
Кобб подписал контракт с Lucha Underground в 2015 году. Он дебютировал в промоушене 22 марта 2016 года под маской и именем «Монстр» Матанза Куэто, сюжетный брат Дарио Куэто, выиграв титул чемпиона Lucha Underground в своем первом матче.
Матанза оставался непобежденным до 9 апреля 2016 года, когда его победил Рей Мистерио в матче Aztec Warfare, при этом он потерял титул чемпиона Lucha Underground.
Его персонаж был убит в четвёртом сезоне, который вышел в эфир в 2018 году. Несмотря на это, в апреле 2019 года стало известно, что Кобб обратился в суд с требованием освободить его от контракта с Lucha Underground. Это произошло после аналогичных заявлений от других участников шоу, включая Кинга Куэрно и Джоуи Райана. Спустя несколько дней было подтверждено, что он был уволен из компании.

### Pro Wrestling Guerrilla (2016—2019)
20 мая 2016 года Кобб дебютировал в Pro Wrestling Guerrilla (PWG), проиграв Крису Хиро. 2 сентября Кобб принял участие в Battle of Los Angeles, из которой был выбит в первом раунде Рикошетом.

## Личная жизнь
Кобб имеет филиппинское происхождение по материнской линии. Его мать, Элейн, родилась на Гуаме в семье филиппинских иммигрантов. Позднее родители Кобба переехали на Гавайи, где он и родился, но когда ему было 11 лет, он вернулся на Гуам.

## Титулы и достижения
- AAW Professional Wrestling
  - Командный чемпион AAW (1 раз) — с Дэвидом Старром и Эдди Кингстоном[13]
- Action Zone Wrestling
  - Чемпион AZW в тяжёлом весе (3 раза)[14]
- All Pro Wrestling
  - Универсальный чемпион APW в тяжёлом весе (1 раз)[15]
  - Кубок молодых львов (2012)
- Big Time Wrestling
  - Командный чемпион BTW (1 раз) — с Кимо[16]
- Cape Championship Wrestling
  - Командный чемпион CCW (1 раз) — с Бластером
- Fighting Spirit Pro
  - Чемпион FSP (1 раз)
- Lucha Underground
  - Чемпион Lucha Underground (1 раз)[6]
  - Aztec Warfare II
- New Japan Pro-Wrestling
  - Командный чемпион IWGP (2 раза) — с Великим-О-Ханом[17]
  - Чемпион NEVER в открытом весе (1 раз)
- Premier Wrestling
  - Чемпион Premier в тяжёлом весе (2 раза)[18]
- Pro Wrestling Guerrilla
  - Чемпион мира PWG (1 раз)
  - Командный чемпион мира PWG (1 раз) — с Мэттью Риддлом[19]
  - Battle of Los Angeles (2018)
- Pro Wrestling Illustrated
  - № 23 в топ 500 рестлеров в рейтинге PWI 500 в 2019[20]
- Ring of Honor
  - Приём года (2018) «Экскурсия по островам»[21]
  - Телевизионный чемпион мира ROH (1 раз)
- Ring Warriors
  - Гранд-чемпион Ring Warriors (1 раз)[22]
- Tokyo Sports
  - Команда года (2022) — с Великим-О-Ханом[23]